# GRB 970228
GRB 970228 was de eerste gammaflits waarbij nagloeien werd waargenomen. Hij werd gedetecteerd op 28 februari 1997 om 02:58 UTC. Sinds 1993 hadden natuurkundigen voorspeld dat gammaflitsen zouden worden gevolgd door een nagloeiing bij lagere energieën (bij golflengten zoals radiogolven, röntgenstraling, en zelfs zichtbaar licht), maar tot deze gebeurtenis waren gammaflitsen alleen waargenomen in zeer heldere uitbarstingen van gammastralen (de meest energetische vorm van elektromagnetische straling); dit resulteerde in grote onzekerheden omtrent hun positie aan de hemel die hun aard zeer onduidelijk lieten.
De uitbarsting had meerdere pieken in zijn lichtkromme en duurde ongeveer 80 seconden. Eigenaardigheden in de lichtkromming van GRB 970228 deden vermoeden dat ook een supernova zou kunnen hebben plaatsgevonden. De positie van de uitbarsting viel samen met een stelsel op een afstand van ongeveer 8,1 miljard lichtjaar (een roodverschuiving van 0,695), waarmee het vroege bewijs werd geleverd dat gammaflitsen ver buiten de Melkweg voorkomen; dit werd twee maanden later onomstotelijk bewezen met een volgende uitbarsting, GRB 970508. 

## Waarnemingen
Gammaflitsen werden voor het eerst gedetecteerd in 1967 door de Velasatelliet, een reeks ruimtevaartuigen die ontworpen zijn om nucleaire explosies te detecteren.
GRB 970228 werd op 28 februari 1997 om 02:58 UTC gedetecteerd door de Gamma-Ray Burst Monitor (GRBM) en een van de Wide Field Cameras (WFC's) aan boord van BeppoSAX, een Italiaans-Nederlandse satelliet die oorspronkelijk was ontworpen om röntgenstraling te bestuderen. De uitbarsting duurde ongeveer 80 seconden en had meerdere pieken in zijn lichtkromme. Gammaflitsen hebben zeer uiteenlopende tijdprofielen, en het is niet volledig duidelijk waarom sommige uitbarstingen meerdere pieken hebben en andere maar één. Een mogelijke verklaring is dat meerdere pieken worden gevormd wanneer de bron van de gammaflits precessie ondergaat. Binnen een paar uur gebruikte het BeppoSAX-team de röntgendetectie om de positie van de uitbarsting te bepalen met een onzekerheid van 3 boogminuten. De uitbarsting werd ook gedetecteerd door de Ulyssessonde.
Ongeveer één en negen dagen later werden optische beelden van deze positie verkregen met de William Herschel-Telescoop op La Palma; vergelijking van de beelden onthulde een vervagende puntbron gelegen op een rechte klimming van 05h 01m 46.7s en een declinatie van +11° 46′ 53.0″, waarmee de eerste positiebepaling van een gammaflits die nauwkeurig was tot op een boogseconde.
Latere beelden nadat de puntbron vervaagde toonden een zwak sterrenstelsel op bijna dezelfde positie, het vermoedelijke stelsel van de uitbarsting; toeval was onwaarschijnlijk maar mogelijk, dus de kosmologische oorsprong van gammaflitsen was pas overtuigend aangetoond met waarnemingen van GRB 970508 ongeveer twee maanden later.

## Nagloeien
In 1993 publiceerden Bohdan Paczyński en James E. Rhoads een artikel waarin zij betoogden dat ongeacht het type explosie dat gammaflitsen  veroorzaakt, de extreme energie van een gammaflits betekende dat materie van het gastlichaam tijdens de explosie met relativistische snelheden moet worden uitgeworpen. Zij voorspelden dat de interactie tussen de ejecta en interstellaire materie een schokfront zou creëren. Als dit schokfront zich in een magnetisch veld zou bevinden, zouden de versnelde elektronen daarin langdurige synchrotronstraling op radiofrequenties uitzenden, een verschijnsel dat later een radio nagloeien zou worden genoemd. Jonathan Katz concludeerde later dat deze lagere-energie-emissie niet beperkt zou blijven tot radiogolven, maar zich in frequentie zou moeten uitstrekken van radiogolven tot röntgenstraling, inclusief zichtbaar licht.
De instrumenten aan boord van BeppoSAX die in staat waren metingen te doen binnen een klein gebied aan de hemel begonnen binnen acht uur na de detectie van GRB 970228 waarnemingen te doen. Er werd een transient (korte tijd zichtbare) röntgenbron gedetecteerd die in de dagen na de uitbarsting vervaagde volgens een machtsfunctie. Dit röntgen nagloeien was het eerste nagloeien van een gammaflits dat ooit gedetecteerd is. Deze afname in helderheid volgens een machtsfunctie is sindsdien erkend als een gemeenschappelijk kenmerk in het nagloeien van gammaflitsen, hoewel de meeste nagloeien met verschillende snelheden vervallen tijdens verschillende fasen van hun levensduur.
Op 1 en 8 maart werden optische opnamen gemaakt van de positie van GRB 970228 met de William Herschel-telescoop en de Isaac Newton-telescope. Vergelijking van de beelden liet een object zien dat in helderheid was afgenomen, zowel in zichtbaar licht als in infrarood licht. Dit was het optische nagloeien van de uitbarsting. Uit diepere vervolgwaarnemingen met de New Technology Telescope bleek dat het nagloeien samenviel met een ver weg gelegen, klein sterrenstelsel: het eerste bewijs voor de extragalactische, kosmologische aard van de uitbarstingen van gammastralen. Nadat de gammaflitsen zelf waren weggeëbd, toonden zeer diepe waarnemingen met de Keck-telescopen aan dat het onderliggende sterrenstelsel een roodverschuiving van 0,695 had. De voorspelde radiostraling van deze uitbarsting is nooit waargenomen. Ten tijde van de ontdekking van deze uitbarsting werd aangenomen dat gammaflitsen isotrope straling uitzenden. Het nagloeien van deze uitbarsting en verscheidene andere - zoals GRB 970508 en GRB 971214 - leverden het vroege bewijs dat gammaflitsen straling uitzenden in gecollimeerde jets, een kenmerk dat de totale energie-output van een uitbarsting met verscheidene orden van grootte verlaagt.

## Supernova
Daniel Reichart van de Universiteit van Chicago en Titus Galama van de Universiteit van Amsterdam hebben onafhankelijk van elkaar de optische lichtkromme van GRB 970228 geanalyseerd, en kwamen beide tot de conclusie dat het object enkele weken voor de uitbarsting van de gammastralen een supernova kan hebben ondergaan.
Galama analyseerde de lichtcurve van de uitbarsting en ontdekte dat de lichtkracht op verschillende tijdstippen met verschillende snelheden afnam. De helderheid nam tussen 6 maart en 7 april langzamer af dan voor en na deze data. Galama concludeerde dat de eerdere lichtcurve werd gedomineerd door de uitbarsting zelf, terwijl de latere lichtcurve werd geproduceerd door de onderliggende Type Ic supernova. Reichart merkte op dat het late nagloeien roder was dan het vroege nagloeien, een observatie die in strijd was met het toen geprefereerde relativistische vuurbalmodel voor het mechanisme van de uitbarsting van gammastralen. Hij merkte ook op dat de enige gammaflits met een vergelijkbaar temporaal profiel GRB 980326 was, waarvoor al een supernova-relatie was voorgesteld door Joshua Bloom.
Een alternatieve verklaring voor de lichtkromme van GRB 970228 en GRB 980326 betrof stof echo's. Hoewel GRB 980326 niet genoeg informatie gaf om deze verklaring definitief uit te sluiten, toonde Reichart aan dat de lichtkromme van GRB 970228 alleen veroorzaakt kon zijn door een supernova. Definitief bewijs voor een verband tussen gammaflitsen en supernovae werd uiteindelijk gevonden in het spectrum van GRB 020813 en het nagloeien van GRB 030329. Echter, supernova-achtige kenmerken worden pas zichtbaar in de weken na een uitbarsting, waardoor de mogelijkheid blijft bestaan dat zeer vroege helderheidsvariaties verklaard kunnen worden door stofecho's.

## Sterrenstelsel
In de nacht van 12 op 13 maart deed Jorge Melnick waarnemingen in het gebied met de New Technology Telescope. Hij ontdekte een zwakke nevel op de plaats van de uitbarsting, vrijwel zeker een ver weg gelegen stelsel. Hoewel er een kleine kans was dat de uitbarsting en dit sterrenstelsel geen verband met elkaar hielden, leverde hun samenvallen een sterk bewijs dat gammaflitsen voorkomen in verre sterrenstelsels en niet in de Melkweg. Deze conclusie werd later bevestigd door waarnemingen van GRB 970508, de eerste uitbarsting waarvan de roodverschuiving is vastgesteld.
De positie van het nagloeien van de uitbarsting was meetbaar verschoven van de centroïde van het stelsel, waardoor de mogelijkheid dat de uitbarsting ontstond in een actieve galactische kern, effectief werd uitgesloten. De roodverschuiving van het stelsel werd later bepaald op 0,695, wat overeenkomt met een afstand van ongeveer 8.123×109 ly. Op deze afstand zou de uitbarsting een totaal van 5.2×1044 J hebben vrijgemaakt, uitgaande van isotrope emissie.